# Parti conservateur uni
Le Parti conservateur uni (anglais : United Conservative Party) est un parti politique provincial de droite de la province canadienne de l'Alberta. Il a été créé en juillet 2017 par la fusion du Parti Wildrose et du Parti progressiste-conservateur, alors tous deux dans l'opposition.
Le 16 avril 2019, le parti remporte 54,8 % des suffrages et 63 sièges sur 87 à l'Assemblée législative lors des élections générales.
Après l'annonce de la démission de Jason Kenney, une course à la chefferie (en) est déclenchée en 2022. Remportée par Danielle Smith, elle devient cheffe et première ministre en octobre 2022.

## Liste des chefs
| N°      | Chef           | Durée                             |
| ------- | -------------- | --------------------------------- |
| Intérim | Nathan Cooper  | 24 juillet 2017 – 28 octobre 2017 |
| 1       | Jason Kenney   | 28 octobre 2017 – 6 octobre 2022  |
| 2       | Danielle Smith | 6 octobre 2022 – en cours         |

| N° | Chef adjoint | Durée                             |
| -- | ------------ | --------------------------------- |
| 1  | Mike Ellis   | 25 juillet 2017 – 30 octobre 2017 |
| 2  | Leela Aheer  | 30 octobre 2017 – 2021            |

## Résultats électoraux

### Élections générales
|        |  |
| 54,9 % |  |
|        |  |

|         |          |
| 63 / 87 | (72,4 %) |
|         |          |

|        |  |
| 52,5 % |  |
|        |  |

|         |          |
| 49 / 87 | (56,3 %) |
|         |          |